# Luis Advíncula
Luis Jan Piers Advíncula Castrillón (El Carmen, 2 de marzo de 1990) es un futbolista peruano. Juega como lateral derecho o extremo derecho y su equipo actual es el C. A. Boca Juniors de la Liga Profesional del Fútbol Argentino. Es internacional con la selección peruana desde el año 2010.
En 2018, Advíncula figuró como el futbolista más veloz del mundo con una velocidad promedio de 36,3 km/h, por delante de Gareth Bale. En el año 2019 fue el cuarto jugador más veloz con una velocidad promedio de 36,15 km/h.
Como internacional con la selección de fútbol del Perú, ha participado en tres ediciones de la Copa América: Argentina 2011, Chile 2015 y Brasil 2019, habiendo conseguido la medalla de bronce en las dos primeras, y el subcampeonato en la última. Es el primer jugador con más presencias (129) y el décimo asistidor (6) en la historia del combinado bicolor.

## Primeros años
Luis Advíncula nació en el distrito de El Carmen en Chincha y vivió toda su infancia allí, es también la ciudad natal madre. Sus padres fueron el exfutbolista Luis Advíncula Plesvítero, peruano nacido en Kenia, que también fue futbolista en los 70 y los 80, y la cocinera Felicia Castrillón. Luego de vivir en Lurín, se trasladan al barrio de Chicmabamba, en el distrito limeño de San Martín de Porres. Es de ascendencia keniana por parte de su abuelo paterno.
Su padre, quien jugó como profesional en el Deportivo Junín, Club Deportivo Municipal, Coronel Bolognesi, Melgar y Atlético Torino, entrenaba en un barrio de Lima a un equipo denominado Los Leones de Chicmabamba, en donde su hijo Luis -pese a ser menor- era uno de los más destacados.

## Trayectoria

### Juan Aurich y Sporting Cristal
Inició su carrera futbolística en las divisiones menores de la academia del Alianza Atlético Sullana, luego pasó al Juan Aurich de Chiclayo, donde hizo su debut profesional en el Campeonato Descentralizado 2009 el 21 de febrero en la segunda fecha ante el Inti Gas en Chiclayo. En el club chiclayano se dio a conocer, disputando un total de 31 partidos y marcando solo un gol, por el torneo descentralizado. El club hizo una gran campaña quedando 1.º en la primera etapa del Campeonato Descentralizado y segundo en la liguilla impar (A), clasificando a la Copa Libertadores 2010. Sus buenas actuaciones en el norte llevaron a que a comienzos de 2010 fuera contratado por Sporting Cristal.
Luego de dos temporadas y media en el club rimense (2010, 2011 y 2012) llega al Tavriya Simferopol de la Liga Premier de Ucrania.
Después de un mes regresó al Sporting Cristal, ya que en el club ucraniano no alcanzaron los cupos para un extranjero más.

### TSG 1899 Hoffenheim
El 5 de enero de 2013, Advíncula firmó contrato con el TSG Hoffenheim de la Bundesliga alemana hasta el 2016. El 26 de enero debutó oficialmente en la Bundesliga jugando como titular frente al Eintracht Frankfurt de Carlos Zambrano, y fue reemplazado en el entretiempo, donde su club perdió 2-1 por la fecha 19 de la Bundesliga. El 9 de marzo de 2013 jugó su segundo partido con la camiseta del Hoffenheim. Bolt ingresó a los 61 minutos y aportó en la victoria de su equipo, que lucha por alejarse de la zona de descenso. Hoffenheim goleó 3-0 al Greuther Furth por la fecha 28 de la Bundesliga. Éste sería su último partido antes de irse a préstamo al Ponte Preta.

### Ponte Preta
Llegó cedido a préstamo al Ponte Preta de Brasil, siendo presentado oficialmente el jueves 11 de julio de 2013. Compartió vestuario con su compatriota y compañero en la selección, Luis Ramírez.
Luis Advíncula debutó oficialmente con el Ponte Preta el 24 de julio de 2013 en la derrota de su club ante el Nacional de Manaos 1-0 por la Copa de Brasil. Participó en la Copa Sudamericana 2013 y fue subcampeón, perdiendo la final ante el Lanús de Argentina.

### Vuelta a Sporting Cristal
A fines de 2013 se anuncia su regreso a Sporting Cristal en cesión por un año. Jugó la fase previa de la Copa Libertadores en la que Sporting Cristal quedó eliminado por el Atlético Paranaense. A mediados del 2014, se enrola a las filas del Vitória Setúbal de Portugal.

### Vitória Setúbal
EL 19 de agosto de 2014 Luis Advíncula llega al Vitória Setúbal de Portugal a modo de préstamo, donde también se encontraban los peruanos Junior Ponce y Wilder Cartagena.
El 29 de agosto de 2014 Luis Advíncula hizo su debut en la Liga ZON Sagres con Vitória Setúbal en el empate 1-1 con Académica. Bolt fue titular y jugó hasta los 73 minutos, cuando fue reemplazado por Junior Ponce.
El 11 de noviembre de 2014 Luis Advíncula fue considerado uno de los mejores jugadores de la jornada 10 en la Liga ZON Sagres de Portugal y formó parte del once ideal. Esta fue la primera vez que lo consideran dentro del equipo de la fecha. Además fue elegido como el jugador del partido entre Vitória Setúbal y Marítimo. Luis Advíncula dio la asistencia para el único gol del partido.
El volante peruano no recordará el 11 de febrero de 2015 como un día bueno, ya que venía haciendo un buen partido ante Benfica por la Copa de la Liga de Portugal, pero a poco de que termine el primer tiempo cuando el encuentro estaba igualado 0-0 por las semifinales, Luis Advíncula protagonizó una polémica jugada que el juez central cobró como penal. Segundos después el árbitro del partido se acercó y le mostró la tarjeta roja. Cabe mencionar que cuando fue expulsado a los 37 minutos, Advíncula salió de la cancha llorando de impotencia.

### Bursaspor
El 1 de agosto de 2015 se hacía oficial su fichaje por el Bursaspor turco a cambio de 1.5 millones de euros, firmando contrato hasta 2018.
El sábado 8 de agosto de 2015, Advíncula hizo su debut oficial con la camiseta del Bursaspor. El peruano ingresó a los 72 minutos en reemplazo del chileno Cristóbal Jorquera en el duelo correspondiente a la Supercopa de Turquía ante el Galatasaray cayendo 1-0, para luego irse a préstamo a la Argentina.

### Newell's Old Boys
Finalmente tras una larga de rumores, el 14 de enero de 2016 se convirtió oficialmente en jugador del Club Atlético Newell's Old Boys a préstamo por un año sin cargo y con opción de compra de €1.500.000. El 17 de febrero, por la tercera fecha del fútbol argentino, anota su primer gol y realiza dos asistencias en el triunfo de Newell's Old Boys sobre Racing Club de Avellaneda.

### México: Tigres de la UANL y C. F. Lobos BUAP
Llegó a Tigres en el Clausura 2017, con el que jugó solo nueve partidos, posteriormente fue cedido por un año a Lobos BUAP, con el que jugó hasta el Clausura 2018 e incluso marcó dos goles.
Advíncula jugó el último año cedido en Lobos BUAP, equipo donde tuvo una destacada actuación, misma que trasladó a la Copa del Mundo. El Rayo se robó los reflectores por su velocidad y eso hizo que tuviera ofertas de Rusia, Turquía y España, y este último fue su destino.

### Rayo Vallecano
El 29 de julio de 2018 se confirmó la partida al fútbol español, donde jugará con el Rayo Vallecano durante la Temporada 2018-2019. Llega cedido por el Club de Fútbol Tigres de la Universidad Autónoma de Nuevo León de México con opción de compra. Con el Rayo Vallecano vio acción a lo largo de 28 partidos de Liga e hizo un gol, como visitante a la Real Sociedad. En la Copa del Rey sólo jugó 19 partidos.
El 9 de julio de 2019 Tigres anunció la venta definitiva de Luis Advíncula al Rayo Vallecano, luego de 2 años en el fútbol mexicano y después de cumplir una temporada, la 2018-2019, con el conjunto español, quien ha decidido mantener al defensor peruano.

### Boca Juniors
El 10 de julio de 2021 se confirmó su partida al fútbol argentino después de que el Rayo Vallecano aceptara una oferta de 2.5 millones de dólares del Boca Juniors, equipo en el que también participa su compañero de selección Carlos Zambrano. Después de días de incertidumbre sobre su llegada, se anunció que el trato se estableció con Advíncula llegando a tierras argentinas el 21 de julio de 2021. Debutó el 4 de agosto frente al River Plate por los octavos de final de la Copa Argentina, ganando 4-1 en penales después de haber igualado sin goles. El 8 de diciembre se corona campeón de dicho torneo ante Talleres de Córdoba por penales.
El 13 de marzo de 2022 marca su primer gol con Boca, en la victoria 0-1 de visita frente a Estudiantes de La Plata en la fecha 6 de la Copa de la Liga.
Fue el goleador y una de las figuras del equipo Xeneize durante la Copa Libertadores 2023 con 4 goles. Dos de ellos fueron en fase de grupos: marcó un gol clave para empatar contra Deportivo Pereira (en lo que luego sería triunfo del equipo argentino) y otro a Colo Colo en el triunfo 2-0 en Chile. En octavos de final, marcó el 2-1 parcial contra Nacional (el partido finalizó 2-2 con victoria de Boca por penales). Finalmente, anotó el 1-1 parcial en la final contra Fluminense, siendo uno de los mejores durante los 120 minutos, a pesar de no haber podido conseguir la victoria. Fue ovacionado en más de una ocasión por los hinchas del club xeneize por su destacado rendimiento en el torneo.

## Selección nacional

### Selección Sub-20
Ha sido internacional con la Selección sub-20, con la que jugó en el Campeonato Sudamericano Sub-20 de 2009 realizado en Venezuela.
| Torneo                      | Sede | Resultado    | Partidos | Goles |
| --------------------------- | ---- | ------------ | -------- | ----- |
| Sudamericano Sub-20 de 2009 | Perú | Primera Fase | 2        | 0     |

### Selección absoluta
Debutó con la selección mayor el 4 de septiembre de 2010 en un partido amistoso ante Canadá. Fue convocado por el seleccionador Sergio Markarián para disputar la Copa América 2011 de Argentina.  Perú finalizó en tercer lugar. Al lograr un buen desempeño en la Copa América, logra obtener ofertas de diversos clubes tanto de Europa como de Sudamérica.
El nuevo entrenador de la selección peruana, Ricardo Gareca, lo convoca para la Copa América 2015 realizada en Chile. Perú finalizó en el 2.º puesto del Grupo C, que compartió con las selecciones de Brasil, Colombia y Venezuela donde jugó de lateral derecho y tuvo buena actuación. En la fase de cuartos de final se enfrentó a la selección de Bolivia derrotándo 3-1 así consiguiendo la clasificación para las semifinales. En semifinales Perú fue eliminada por Chile al caer 2-1. Por el tercer lugar, Perú derrotó 2-0 a Paraguay.
Fue el lateral derecho titular de Perú en la Copa Mundial de Fútbol de 2018 disputada en Rusia. Jugó los 3 partidos de Perú en el Mundial, quedando eliminado en la Primera Fase.
Fue una pieza muy importante en la histórica presentación de su selección en la Copa América 2019, en la cual arribó a la final.

#### Participaciones en Copas del Mundo
| Mundial           | Sede  | Resultado      | Partidos | Goles |
| ----------------- | ----- | -------------- | -------- | ----- |
| Copa Mundial 2018 | Rusia | Fase de grupos | 3        | 0     |

#### Participaciones en Copas América
| Torneo            | Sede           | Resultado      | Partidos | Goles |
| ----------------- | -------------- | -------------- | -------- | ----- |
| Copa América 2011 | Argentina      | Tercer lugar   | 5        | 0     |
| Copa América 2015 | Chile          | Tercer lugar   | 6        | 0     |
| Copa América 2019 | Brasil         | Subcampeón     | 6        | 0     |
| Copa América 2024 | Estados Unidos | Fase de grupos | 0        | 0     |

#### Participaciones en Clasificatorias a Copas del Mundo
| Eliminatorias                 | Sede       | Selección | Resultado | Partidos | Goles | Asist. |
| ----------------------------- | ---------- | --------- | --------- | -------- | ----- | ------ |
| Eliminatorias Mundial de 2014 | Sudamérica | Perú      | 7.º lugar | 10       | 0     |        |
| Eliminatorias Mundial de 2018 | Sudamérica | Perú      | 5.º lugar | 9        | 0     |        |
| Eliminatorias Mundial de 2022 | Sudamérica | Perú      | 5.º lugar | 16       | 1     | 1      |
| Total                         | Total      | Total     | Total     | 35       | 1     | 1      |

#### Partidos con la selección absoluta
| \| PJ \| Fecha \| Ciudad \| Local \| Resultado \| Visitante \| Competición \| Goles \| \| ---- \| ---------- \| ----------------- \| --------------- \| ------------ \| ----------------- \| --------------------------- \| ----- \| \| 1. \| 04-09-2010 \| Toronto \| Canadá \| 2-0 \| Perú \| Amistoso \| \| \| 2. \| 07-09-2010 \| Fort Lauderdale \| Jamaica \| 1-2 \| Perú \| Amistoso \| \| \| 3. \| 08-10-2010 \| Lima \| Perú \| 2-0 \| Costa Rica \| Amistoso \| \| \| 4. \| 12-10-2010 \| Panamá \| Panamá \| 1-0 \| Perú \| Amistoso \| \| \| 5. \| 17-11-2010 \| Bogotá \| Colombia \| 1-1 \| Perú \| Amistoso \| \| \| 6. \| 08-02-2011 \| Moquegua \| Perú \| 1-0 \| Panamá \| Amistoso \| \| \| 7. \| 29-03-2011 \| La Haya \| Perú \| 0-0 \| Ecuador \| Amistoso \| \| \| 8. \| 01-06-2011 \| Niigata \| Japón \| 0-0 \| Perú \| Copa Kirin \| \| \| 9. \| 04-06-2011 \| Matsumoto \| República Checa \| 0-0 \| Perú \| Copa Kirin \| \| \| 10. \| 28-06-2011 \| Lima \| Perú \| 1-0 \| Senegal \| Amistoso \| \| \| 11. \| 04-07-2011 \| San Juan \| Uruguay \| 1-1 \| Perú \| Copa América 2011 \| \| \| 12. \| 08-07-2011 \| Mendoza \| Perú \| 1-0 \| México \| Copa América 2011 \| \| \| 13. \| 16-07-2011 \| Córdoba \| Colombia \| 0-2 \| Perú \| Copa América 2011 \| \| \| 14. \| 19-07-2011 \| La Plata \| Perú \| 0-2 \| Uruguay \| Copa América 2011 \| \| \| 15. \| 23-07-2011 \| La Plata \| Perú \| 4-1 \| Venezuela \| Copa América 2011 \| \| \| 16. \| 05-09-2011 \| La Paz \| Bolivia \| 0-0 \| Perú \| Amistoso \| \| \| 17. \| 07-10-2011 \| Lima \| Perú \| 2-0 \| Paraguay \| Eliminatorias Mundial 2014 \| \| \| 18. \| 15-11-2011 \| Quito \| Ecuador \| 2-0 \| Perú \| Eliminatorias Mundial 2014 \| \| \| 19. \| 21-03-2012 \| Arica \| Chile \| 3-1 \| Perú \| Copa del Pacífico 2012 \| \| \| 20. \| 10-06-2012 \| Montevideo \| Uruguay \| 4-2 \| Perú \| Eliminatorias Mundial 2014 \| \| \| 21. \| 11-09-2012 \| Lima \| Perú \| 1-1 \| Argentina \| Eliminatorias Mundial 2014 \| \| \| 22. \| 16-10-2012 \| Asunción \| Paraguay \| 1-0 \| Perú \| Eliminatorias Mundial 2014 \| \| \| 23. \| 14-11-2012 \| Houston \| Honduras \| 0-0 \| Perú \| Amistoso \| \| \| 24. \| 26-03-2013 \| Lima \| Perú \| 3-0 \| Trinidad y Tobago \| Amistoso \| \| \| 25. \| 18-04-2013 \| San Francisco \| Perú \| 0-0 \| México \| Amistoso \| \| \| 26. \| 01-06-2013 \| Panamá \| Panamá \| 1-2 \| Perú \| Amistoso \| \| \| 27. \| 07-06-2013 \| Lima \| Perú \| 1-0 \| Ecuador \| Eliminatorias Mundial 2014 \| \| \| 28. \| 11-06-2013 \| Barranquilla \| Colombia \| 2-0 \| Perú \| Eliminatorias Mundial 2014 \| \| \| 29. \| 14-08-2013 \| Suwon \| Corea del Sur \| 0-0 \| Perú \| Amistoso \| \| \| 30. \| 06-09-2013 \| Lima \| Perú \| 1-2 \| Uruguay \| Eliminatorias Mundial 2014 \| \| \| 31. \| 10-09-2013 \| Puerto La Cruz \| Venezuela \| 3-2 \| Perú \| Eliminatorias Mundial 2014 \| \| \| 32. \| 15-10-2013 \| Lima \| Perú \| 1-1 \| Bolivia \| Eliminatorias Mundial 2014 \| \| \| 33. \| 30-05-2014 \| Londres \| Inglaterra \| 3-0 \| Perú \| Amistoso \| \| \| 34. \| 03-06-2014 \| Lucerna \| Suiza \| 2-0 \| Perú \| Amistoso \| \| \| 35. \| 06-08-2014 \| Lima \| Perú \| 3-0 \| Panamá \| Amistoso \| \| \| 36. \| 04-09-2014 \| Dubái \| Irak \| 0-2 \| Perú \| Amistoso \| \| \| 37. \| 09-09-2014 \| Doha \| Catar \| 0-2 \| Perú \| Amistoso \| \| \| 38. \| 10-10-2014 \| Valparaíso \| Chile \| 3-0 \| Perú \| Amistoso \| \| \| 39. \| 14-10-2014 \| Lima \| Perú \| 1-0 \| Guatemala \| Amistoso \| \| \| 40. \| 14-11-2014 \| Luque \| Paraguay \| 2-1 \| Perú \| Amistoso \| \| \| 41. \| 18-11-2014 \| Lima \| Perú \| 2-1 \| Paraguay \| Amistoso \| \| \| 42. \| 31-03-2015 \| Fort Lauderdale \| Perú \| 0-1 \| Venezuela \| Amistoso \| \| \| 43. \| 03-06-2015 \| Lima \| Perú \| 1-1 \| México \| Amistoso \| \| \| 44. \| 14-06-2015 \| Temuco \| Brasil \| 2-1 \| Perú \| Copa América 2015 \| \| \| 45. \| 18-06-2015 \| Valparaíso \| Perú \| 1-0 \| Venezuela \| Copa América 2015 \| \| \| 46. \| 21-06-2015 \| Temuco \| Colombia \| 0-0 \| Perú \| Copa América 2015 \| \| \| 47. \| 25-06-2015 \| Temuco \| Bolivia \| 1-3 \| Perú \| Copa América 2015 \| \| \| 48. \| 29-06-2015 \| Santiago \| Chile \| 2-1 \| Perú \| Copa América 2015 \| \| \| 49. \| 03-07-2015 \| Concepción \| Perú \| 2-0 \| Paraguay \| Copa América 2015 \| \| \| 50. \| 04-09-2015 \| Washington D. C. \| Estados Unidos \| 2-1 \| Perú \| Amistoso \| \| \| 51. \| 08-09-2015 \| Nueva Jersey \| Colombia \| 1-1 \| Perú \| Amistoso \| \| \| 52. \| 07-10-2015 \| Barranquilla \| Colombia \| 2-0 \| Perú \| Eliminatorias Rusia 2018 \| \| \| 53. \| 13-10-2015 \| Lima \| Perú \| 3-4 \| Chile \| Eliminatorias Rusia 2018 \| \| \| 54. \| 13-11-2015 \| Lima \| Perú \| 1-0 \| Paraguay \| Eliminatorias Rusia 2018 \| \| \| 55. \| 17-11-2015 \| Salvador \| Brasil \| 3-0 \| Perú \| Eliminatorias Rusia 2018 \| \| \| 56. \| 23-03-2016 \| Lima \| Perú \| 2-2 \| Venezuela \| Eliminatorias Rusia 2018 \| \| \| 57. \| 28-03-2016 \| Montevideo \| Uruguay \| 1-0 \| Perú \| Eliminatorias Rusia 2018 \| \| \| 58. \| 15-11-2016 \| Lima \| Perú \| 0-2 \| Brasil \| Eliminatorias Rusia 2018 \| \| \| 59. \| 08-06-2017 \| Trujillo \| Perú \| 1-0 \| Paraguay \| Amistoso \| \| \| 60. \| 13-06-2017 \| Arequipa \| Perú \| 3-1 \| Jamaica \| Amistoso \| \| \| 61. \| 31-08-2017 \| Lima \| Perú \| 2-1 \| Bolivia \| Eliminatorias Rusia 2018 \| \| \| 62. \| 15-11-2017 \| Lima \| Perú \| 2-0 \| Nueva Zelanda \| Repesca Mundial 2018 \| \| \| 63. \| 23-3-2018 \| Miami \| Perú \| 2-0 \| Croacia \| Amistoso \| \| \| 64. \| 27-3-2018 \| Miami \| Islandia \| 1-3 \| Perú \| Amistoso \| \| \| 65. \| 29-5-2018 \| Lima \| Perú \| 2-0 \| Escocia \| Amistoso \| \| \| 66. \| 3-6-2018 \| San Galo \| Arabia Saudita \| 0-3 \| Perú \| Amistoso \| \| \| 67. \| 9-6-2018 \| Gotemburgo \| Suecia \| 0-0 \| Perú \| Amistoso \| \| \| 68. \| 16-06-2018 \| Saransk \| Perú \| 0-1 \| Dinamarca \| Copa Mundial de Fútbol 2018 \| \| \| 69. \| 21-06-2018 \| Ekaterimburgo \| Francia \| 1-0 \| Perú \| Copa Mundial de Fútbol 2018 \| \| \| 70. \| 26-06-2018 \| Sochi \| Australia \| 0-2 \| Perú \| Copa Mundial de Fútbol 2018 \| \| \| 71. \| 6-9-2018 \| Ámsterdam \| Países Bajos \| 2-1 \| Perú \| Amistoso \| \| \| 72. \| 9-9-2018 \| Sinsheim \| Alemania \| 2-1 \| Perú \| Amistoso \| \| \| 73. \| 12-10-2018 \| Miami \| Perú \| 3-0 \| Chile \| Amistoso \| \| \| 74. \| 16-10-2018 \| Miami \| Estados Unidos \| 1-1 \| Perú \| Amistoso \| \| \| 75. \| 15-11-2018 \| Lima \| Perú \| 0-2 \| Ecuador \| Amistoso \| \| \| 76. \| 22-03-2019 \| Harrison \| Perú \| 1-0 \| Paraguay \| Amistoso \| \| \| 77. \| 26-03-2019 \| Washington D. C. \| Perú \| 0-2 \| El Salvador \| Amistoso \| \| \| 78. \| 05-06-2019 \| Lima \| Perú \| 1-0 \| Costa Rica \| Amistoso \| \| \| 79. \| 09-06-2019 \| Lima \| Perú \| 0-3 \| Colombia \| Amistoso \| \| \| 80. \| 15-06-2019 \| Porto Alegre \| Perú \| 0-0 \| Venezuela \| Copa América 2019 \| \| \| 81. \| 18-06-2019 \| Río de Janeiro \| Bolivia \| 1-3 \| Perú \| Copa América 2019 \| \| \| 82. \| 22-06-2019 \| San Pablo \| Brasil \| 5-0 \| Perú \| Copa América 2019 \| \| \| 83. \| 29-06-2019 \| Salvador de Bahía \| Uruguay \| 0-0 (4-5 p.) \| Perú \| Copa América 2019 \| \| \| 84. \| 03-07-2019 \| Porto Alegre \| Chile \| 0-3 \| Perú \| Copa América 2019 \| \| \| 85. \| 07-07-2019 \| Río de Janeiro \| Brasil \| 3-1 \| Perú \| Copa América 2019 \| \| \| 86. \| 05-09-2019 \| Nueva Jersey \| Perú \| 0-1 \| Ecuador \| Amistoso \| \| \| 87. \| 11-09-2019 \| Los Ángeles \| Brasil \| 0-1 \| Perú \| Amistoso \| \| \| 88. \| 11-10-2019 \| Montevideo \| Uruguay \| 1-0 \| Perú \| Amistoso \| \| \| 89. \| 15-10-2019 \| Lima \| Perú \| 1-1 \| Uruguay \| Amistoso \| \| \| 90. \| 15-11-2019 \| Miami Gardens \| Perú \| 0-1 \| Colombia \| Amistoso \| \| \| 91. \| 08-10-2020 \| Asunción \| Paraguay \| 2-2 \| Perú \| Eliminatorias Catar 2022 \| \| \| 92. \| 13-10-2020 \| Lima \| Perú \| 2-4 \| Brasil \| Eliminatorias Catar 2022 \| \| \| 93. \| 13-11-2020 \| Santiago \| Chile \| 2-0 \| Perú \| Eliminatorias Catar 2022 \| \| \| 94. \| 17-11-2020 \| Lima \| Perú \| 0-2 \| Argentina \| Eliminatorias Catar 2022 \| \| \| 95. \| 03-06-2021 \| Lima \| Perú \| 0-3 \| Colombia \| Eliminatorias Catar 2022 \| \| \| 96. \| 08-06-2021 \| Quito \| Ecuador \| 1-2 \| Perú \| Eliminatorias Catar 2022 \| \| \| 97. \| 02-09-2021 \| Lima \| Perú \| 1-1 \| Uruguay \| Eliminatorias Catar 2022 \| \| \| 98. \| 05-09-2021 \| Lima \| Perú \| 1-0 \| Venezuela \| Eliminatorias Catar 2022 \| \| \| 99. \| 09-09-2021 \| Recife \| Brasil \| 2-0 \| Perú \| Eliminatorias Catar 2022 \| \| \| 100. \| 7-10-2021 \| Lima \| Perú \| 2-1 \| Chile \| Eliminatorias Catar 2022 \| \| \| 101. \| 10-10-2021 \| La Paz \| Bolivia \| 1-0 \| Perú \| Eliminatorias Catar 2022 \| \| \| 102. \| 11-11-2021 \| Lima \| Perú \| 3-0 \| Bolivia \| Eliminatorias Catar 2022 \| \| \| 103. \| 16-11-2021 \| Caracas \| Venezuela \| 1-2 \| Perú \| Eliminatorias Catar 2022 \| \| \| 104. \| 01-02-2022 \| Lima \| Perú \| 1-1 \| Ecuador \| Eliminatorias Catar 2022 \| \| \| 105. \| 24-03-2022 \| Montevideo \| Uruguay \| 1-0 \| Perú \| Eliminatorias Catar 2022 \| \| \| 106. \| 29-03-2022 \| Lima \| Perú \| 2-0 \| Paraguay \| Eliminatorias Catar 2022 \| \| \| 107. \| 13-06-2022 \| Doha \| Australia \| 0-0 (5-4 p.) \| Perú \| Eliminatorias Catar 2022 \| \| \| 108. \| 24-09-2022 \| Pasadena \| México \| 1-0 \| Perú \| Amistoso \| \| |            |                   |                 |              |                   |                             |       |
| PJ | Fecha      | Ciudad            | Local           | Resultado    | Visitante         | Competición                 | Goles |
| 1. | 04-09-2010 | Toronto           | Canadá          | 2-0          | Perú              | Amistoso                    |       |
| 2. | 07-09-2010 | Fort Lauderdale   | Jamaica         | 1-2          | Perú              | Amistoso                    |       |
| 3. | 08-10-2010 | Lima              | Perú            | 2-0          | Costa Rica        | Amistoso                    |       |
| 4. | 12-10-2010 | Panamá            | Panamá          | 1-0          | Perú              | Amistoso                    |       |
| 5. | 17-11-2010 | Bogotá            | Colombia        | 1-1          | Perú              | Amistoso                    |       |
| 6. | 08-02-2011 | Moquegua          | Perú            | 1-0          | Panamá            | Amistoso                    |       |
| 7. | 29-03-2011 | La Haya           | Perú            | 0-0          | Ecuador           | Amistoso                    |       |
| 8. | 01-06-2011 | Niigata           | Japón           | 0-0          | Perú              | Copa Kirin                  |       |
| 9. | 04-06-2011 | Matsumoto         | República Checa | 0-0          | Perú              | Copa Kirin                  |       |
| 10. | 28-06-2011 | Lima              | Perú            | 1-0          | Senegal           | Amistoso                    |       |
| 11. | 04-07-2011 | San Juan          | Uruguay         | 1-1          | Perú              | Copa América 2011           |       |
| 12. | 08-07-2011 | Mendoza           | Perú            | 1-0          | México            | Copa América 2011           |       |
| 13. | 16-07-2011 | Córdoba           | Colombia        | 0-2          | Perú              | Copa América 2011           |       |
| 14. | 19-07-2011 | La Plata          | Perú            | 0-2          | Uruguay           | Copa América 2011           |       |
| 15. | 23-07-2011 | La Plata          | Perú            | 4-1          | Venezuela         | Copa América 2011           |       |
| 16. | 05-09-2011 | La Paz            | Bolivia         | 0-0          | Perú              | Amistoso                    |       |
| 17. | 07-10-2011 | Lima              | Perú            | 2-0          | Paraguay          | Eliminatorias Mundial 2014  |       |
| 18. | 15-11-2011 | Quito             | Ecuador         | 2-0          | Perú              | Eliminatorias Mundial 2014  |       |
| 19. | 21-03-2012 | Arica             | Chile           | 3-1          | Perú              | Copa del Pacífico 2012      |       |
| 20. | 10-06-2012 | Montevideo        | Uruguay         | 4-2          | Perú              | Eliminatorias Mundial 2014  |       |
| 21. | 11-09-2012 | Lima              | Perú            | 1-1          | Argentina         | Eliminatorias Mundial 2014  |       |
| 22. | 16-10-2012 | Asunción          | Paraguay        | 1-0          | Perú              | Eliminatorias Mundial 2014  |       |
| 23. | 14-11-2012 | Houston           | Honduras        | 0-0          | Perú              | Amistoso                    |       |
| 24. | 26-03-2013 | Lima              | Perú            | 3-0          | Trinidad y Tobago | Amistoso                    |       |
| 25. | 18-04-2013 | San Francisco     | Perú            | 0-0          | México            | Amistoso                    |       |
| 26. | 01-06-2013 | Panamá            | Panamá          | 1-2          | Perú              | Amistoso                    |       |
| 27. | 07-06-2013 | Lima              | Perú            | 1-0          | Ecuador           | Eliminatorias Mundial 2014  |       |
| 28. | 11-06-2013 | Barranquilla      | Colombia        | 2-0          | Perú              | Eliminatorias Mundial 2014  |       |
| 29. | 14-08-2013 | Suwon             | Corea del Sur   | 0-0          | Perú              | Amistoso                    |       |
| 30. | 06-09-2013 | Lima              | Perú            | 1-2          | Uruguay           | Eliminatorias Mundial 2014  |       |
| 31. | 10-09-2013 | Puerto La Cruz    | Venezuela       | 3-2          | Perú              | Eliminatorias Mundial 2014  |       |
| 32. | 15-10-2013 | Lima              | Perú            | 1-1          | Bolivia           | Eliminatorias Mundial 2014  |       |
| 33. | 30-05-2014 | Londres           | Inglaterra      | 3-0          | Perú              | Amistoso                    |       |
| 34. | 03-06-2014 | Lucerna           | Suiza           | 2-0          | Perú              | Amistoso                    |       |
| 35. | 06-08-2014 | Lima              | Perú            | 3-0          | Panamá            | Amistoso                    |       |
| 36. | 04-09-2014 | Dubái             | Irak            | 0-2          | Perú              | Amistoso                    |       |
| 37. | 09-09-2014 | Doha              | Catar           | 0-2          | Perú              | Amistoso                    |       |
| 38. | 10-10-2014 | Valparaíso        | Chile           | 3-0          | Perú              | Amistoso                    |       |
| 39. | 14-10-2014 | Lima              | Perú            | 1-0          | Guatemala         | Amistoso                    |       |
| 40. | 14-11-2014 | Luque             | Paraguay        | 2-1          | Perú              | Amistoso                    |       |
| 41. | 18-11-2014 | Lima              | Perú            | 2-1          | Paraguay          | Amistoso                    |       |
| 42. | 31-03-2015 | Fort Lauderdale   | Perú            | 0-1          | Venezuela         | Amistoso                    |       |
| 43. | 03-06-2015 | Lima              | Perú            | 1-1          | México            | Amistoso                    |       |
| 44. | 14-06-2015 | Temuco            | Brasil          | 2-1          | Perú              | Copa América 2015           |       |
| 45. | 18-06-2015 | Valparaíso        | Perú            | 1-0          | Venezuela         | Copa América 2015           |       |
| 46. | 21-06-2015 | Temuco            | Colombia        | 0-0          | Perú              | Copa América 2015           |       |
| 47. | 25-06-2015 | Temuco            | Bolivia         | 1-3          | Perú              | Copa América 2015           |       |
| 48. | 29-06-2015 | Santiago          | Chile           | 2-1          | Perú              | Copa América 2015           |       |
| 49. | 03-07-2015 | Concepción        | Perú            | 2-0          | Paraguay          | Copa América 2015           |       |
| 50. | 04-09-2015 | Washington D. C.  | Estados Unidos  | 2-1          | Perú              | Amistoso                    |       |
| 51. | 08-09-2015 | Nueva Jersey      | Colombia        | 1-1          | Perú              | Amistoso                    |       |
| 52. | 07-10-2015 | Barranquilla      | Colombia        | 2-0          | Perú              | Eliminatorias Rusia 2018    |       |
| 53. | 13-10-2015 | Lima              | Perú            | 3-4          | Chile             | Eliminatorias Rusia 2018    |       |
| 54. | 13-11-2015 | Lima              | Perú            | 1-0          | Paraguay          | Eliminatorias Rusia 2018    |       |
| 55. | 17-11-2015 | Salvador          | Brasil          | 3-0          | Perú              | Eliminatorias Rusia 2018    |       |
| 56. | 23-03-2016 | Lima              | Perú            | 2-2          | Venezuela         | Eliminatorias Rusia 2018    |       |
| 57. | 28-03-2016 | Montevideo        | Uruguay         | 1-0          | Perú              | Eliminatorias Rusia 2018    |       |
| 58. | 15-11-2016 | Lima              | Perú            | 0-2          | Brasil            | Eliminatorias Rusia 2018    |       |
| 59. | 08-06-2017 | Trujillo          | Perú            | 1-0          | Paraguay          | Amistoso                    |       |
| 60. | 13-06-2017 | Arequipa          | Perú            | 3-1          | Jamaica           | Amistoso                    |       |
| 61. | 31-08-2017 | Lima              | Perú            | 2-1          | Bolivia           | Eliminatorias Rusia 2018    |       |
| 62. | 15-11-2017 | Lima              | Perú            | 2-0          | Nueva Zelanda     | Repesca Mundial 2018        |       |
| 63. | 23-3-2018  | Miami             | Perú            | 2-0          | Croacia           | Amistoso                    |       |
| 64. | 27-3-2018  | Miami             | Islandia        | 1-3          | Perú              | Amistoso                    |       |
| 65. | 29-5-2018  | Lima              | Perú            | 2-0          | Escocia           | Amistoso                    |       |
| 66. | 3-6-2018   | San Galo          | Arabia Saudita  | 0-3          | Perú              | Amistoso                    |       |
| 67. | 9-6-2018   | Gotemburgo        | Suecia          | 0-0          | Perú              | Amistoso                    |       |
| 68. | 16-06-2018 | Saransk           | Perú            | 0-1          | Dinamarca         | Copa Mundial de Fútbol 2018 |       |
| 69. | 21-06-2018 | Ekaterimburgo     | Francia         | 1-0          | Perú              | Copa Mundial de Fútbol 2018 |       |
| 70. | 26-06-2018 | Sochi             | Australia       | 0-2          | Perú              | Copa Mundial de Fútbol 2018 |       |
| 71. | 6-9-2018   | Ámsterdam         | Países Bajos    | 2-1          | Perú              | Amistoso                    |       |
| 72. | 9-9-2018   | Sinsheim          | Alemania        | 2-1          | Perú              | Amistoso                    |       |
| 73. | 12-10-2018 | Miami             | Perú            | 3-0          | Chile             | Amistoso                    |       |
| 74. | 16-10-2018 | Miami             | Estados Unidos  | 1-1          | Perú              | Amistoso                    |       |
| 75. | 15-11-2018 | Lima              | Perú            | 0-2          | Ecuador           | Amistoso                    |       |
| 76. | 22-03-2019 | Harrison          | Perú            | 1-0          | Paraguay          | Amistoso                    |       |
| 77. | 26-03-2019 | Washington D. C.  | Perú            | 0-2          | El Salvador       | Amistoso                    |       |
| 78. | 05-06-2019 | Lima              | Perú            | 1-0          | Costa Rica        | Amistoso                    |       |
| 79. | 09-06-2019 | Lima              | Perú            | 0-3          | Colombia          | Amistoso                    |       |
| 80. | 15-06-2019 | Porto Alegre      | Perú            | 0-0          | Venezuela         | Copa América 2019           |       |
| 81. | 18-06-2019 | Río de Janeiro    | Bolivia         | 1-3          | Perú              | Copa América 2019           |       |
| 82. | 22-06-2019 | San Pablo         | Brasil          | 5-0          | Perú              | Copa América 2019           |       |
| 83. | 29-06-2019 | Salvador de Bahía | Uruguay         | 0-0 (4-5 p.) | Perú              | Copa América 2019           |       |
| 84. | 03-07-2019 | Porto Alegre      | Chile           | 0-3          | Perú              | Copa América 2019           |       |
| 85. | 07-07-2019 | Río de Janeiro    | Brasil          | 3-1          | Perú              | Copa América 2019           |       |
| 86. | 05-09-2019 | Nueva Jersey      | Perú            | 0-1          | Ecuador           | Amistoso                    |       |
| 87. | 11-09-2019 | Los Ángeles       | Brasil          | 0-1          | Perú              | Amistoso                    |       |
| 88. | 11-10-2019 | Montevideo        | Uruguay         | 1-0          | Perú              | Amistoso                    |       |
| 89. | 15-10-2019 | Lima              | Perú            | 1-1          | Uruguay           | Amistoso                    |       |
| 90. | 15-11-2019 | Miami Gardens     | Perú            | 0-1          | Colombia          | Amistoso                    |       |
| 91. | 08-10-2020 | Asunción          | Paraguay        | 2-2          | Perú              | Eliminatorias Catar 2022    |       |
| 92. | 13-10-2020 | Lima              | Perú            | 2-4          | Brasil            | Eliminatorias Catar 2022    |       |
| 93. | 13-11-2020 | Santiago          | Chile           | 2-0          | Perú              | Eliminatorias Catar 2022    |       |
| 94. | 17-11-2020 | Lima              | Perú            | 0-2          | Argentina         | Eliminatorias Catar 2022    |       |
| 95. | 03-06-2021 | Lima              | Perú            | 0-3          | Colombia          | Eliminatorias Catar 2022    |       |
| 96. | 08-06-2021 | Quito             | Ecuador         | 1-2          | Perú              | Eliminatorias Catar 2022    |       |
| 97. | 02-09-2021 | Lima              | Perú            | 1-1          | Uruguay           | Eliminatorias Catar 2022    |       |
| 98. | 05-09-2021 | Lima              | Perú            | 1-0          | Venezuela         | Eliminatorias Catar 2022    |       |
| 99. | 09-09-2021 | Recife            | Brasil          | 2-0          | Perú              | Eliminatorias Catar 2022    |       |
| 100. | 7-10-2021  | Lima              | Perú            | 2-1          | Chile             | Eliminatorias Catar 2022    |       |
| 101. | 10-10-2021 | La Paz            | Bolivia         | 1-0          | Perú              | Eliminatorias Catar 2022    |       |
| 102. | 11-11-2021 | Lima              | Perú            | 3-0          | Bolivia           | Eliminatorias Catar 2022    |       |
| 103. | 16-11-2021 | Caracas           | Venezuela       | 1-2          | Perú              | Eliminatorias Catar 2022    |       |
| 104. | 01-02-2022 | Lima              | Perú            | 1-1          | Ecuador           | Eliminatorias Catar 2022    |       |
| 105. | 24-03-2022 | Montevideo        | Uruguay         | 1-0          | Perú              | Eliminatorias Catar 2022    |       |
| 106. | 29-03-2022 | Lima              | Perú            | 2-0          | Paraguay          | Eliminatorias Catar 2022    |       |
| 107. | 13-06-2022 | Doha              | Australia       | 0-0 (5-4 p.) | Perú              | Eliminatorias Catar 2022    |       |
| 108. | 24-09-2022 | Pasadena          | México          | 1-0          | Perú              | Amistoso                    |       |

## Estadísticas

### Clubes
Actualizado al último partido disputado el 27 de julio de 2025.
| Club | Div.                | Temporada           | Liga  | Liga  | Liga   | Copas Nacionales (1) | Copas Nacionales (1) | Copas Nacionales (1) | Copas Internacionales (2) | Copas Internacionales (2) | Copas Internacionales (2) | Total | Total | Total  |
| Club | Div.                | Temporada           | Part. | Goles | Asist. | Part.                | Goles                | Asist.               | Part.                     | Goles                     | Asist.                    | Part. | Goles | Asist. |
| --- | ------------------- | ------------------- | ----- | ----- | ------ | -------------------- | -------------------- | -------------------- | ------------------------- | ------------------------- | ------------------------- | ----- | ----- | ------ |
| Juan Aurich · Perú | 1.ª                 | 2009                | 31    | 1     | 1      | —                    | —                    | —                    | —                         | —                         | —                         | 31    | 1     | 1      |
| Juan Aurich · Perú | Total               | Total               | 31    | 1     | 1      | —                    | —                    | —                    | —                         | —                         | —                         | 31    | 1     | 1      |
| Sporting Cristal · Perú | 1.ª                 | 2010                | 41    | 6     | 6      | —                    | —                    | —                    | —                         | —                         | —                         | 41    | 6     | 6      |
| Sporting Cristal · Perú | 1.ª                 | 2011                | 29    | 2     | 3      | —                    | —                    | —                    | —                         | —                         | —                         | 29    | 2     | 3      |
| Sporting Cristal · Perú | 1.ª                 | 2012                | 30    | 0     | 1      | —                    | —                    | —                    | —                         | —                         | —                         | 30    | 0     | 1      |
| Sporting Cristal · Perú | 1.ª                 | 2014                | 21    | 3     | 1      | —                    | —                    | —                    | 1                         | 0                         | 0                         | 22    | 3     | 1      |
| Sporting Cristal · Perú | Total               | Total               | 121   | 11    | 11     | —                    | —                    | —                    | 1                         | 0                         | 0                         | 122   | 11    | 11     |
| TSG 1899 Hoffenheim · Alemania | 1.ª                 | 2013                | 2     | 0     | 0      | —                    | —                    | —                    | —                         | —                         | —                         | 2     | 0     | 0      |
| TSG 1899 Hoffenheim · Alemania | Total               | Total               | 2     | 0     | 0      | —                    | —                    | —                    | —                         | —                         | —                         | 2     | 0     | 0      |
| A. A. Ponte Preta · Brasil | 1.ª                 | 2013                | 4     | 0     | 0      | 1                    | 0                    | 0                    | 1                         | 0                         | 0                         | 6     | 0     | 0      |
| A. A. Ponte Preta · Brasil | Total               | Total               | 4     | 0     | 0      | 1                    | 0                    | 0                    | 1                         | 0                         | 0                         | 6     | 0     | 0      |
| Vitória Setúbal Portugal | 1.ª                 | 2014-15             | 26    | 0     | 5      | 7                    | 0                    | 2                    | —                         | —                         | —                         | 33    | 0     | 7      |
| Vitória Setúbal Portugal | Total               | Total               | 26    | 0     | 5      | 7                    | 0                    | 2                    | —                         | —                         | —                         | 33    | 0     | 7      |
| Bursaspor K. D. Turquía | 1.ª                 | 2015                | 12    | 0     | 1      | 2                    | 0                    | 0                    | —                         | —                         | —                         | 14    | 0     | 1      |
| Bursaspor K. D. Turquía | Total               | Total               | 12    | 0     | 1      | 2                    | 0                    | 0                    | —                         | —                         | —                         | 14    | 0     | 1      |
| C. A. Newell's Old Boys Argentina | 1.ª                 | 2016                | 29    | 1     | 5      | 2                    | 0                    | 0                    | —                         | —                         | —                         | 31    | 1     | 5      |
| C. A. Newell's Old Boys Argentina | Total               | Total               | 29    | 1     | 5      | 2                    | 0                    | 0                    | —                         | —                         | —                         | 31    | 1     | 5      |
| Tigres UANL · México | 1.ª                 | 2017                | 10    | 1     | 0      | —                    | —                    | —                    | 5                         | 0                         | 0                         | 15    | 1     | 0      |
| Tigres UANL · México | Total               | Total               | 10    | 1     | 0      | —                    | —                    | —                    | 5                         | 0                         | 0                         | 15    | 1     | 0      |
| Lobos B. U. A. P. · México | 1.ª                 | 2017-18             | 28    | 2     | 2      | —                    | —                    | —                    | —                         | —                         | —                         | 28    | 2     | 2      |
| Lobos B. U. A. P. · México | Total               | Total               | 28    | 2     | 2      | —                    | —                    | —                    | —                         | —                         | —                         | 28    | 2     | 2      |
| Rayo Vallecano · España | 1.ª                 | 2018-19             | 28    | 1     | 4      | 1                    | 0                    | 0                    | —                         | —                         | —                         | 29    | 1     | 4      |
| Rayo Vallecano · España | 2.ª                 | 2019-20             | 35    | 1     | 0      | 1                    | 0                    | 0                    | —                         | —                         | —                         | 36    | 1     | 0      |
| Rayo Vallecano · España | 2.ª                 | 2020-21             | 39    | 1     | 3      | 3                    | 0                    | 1                    | —                         | —                         | —                         | 42    | 1     | 4      |
| Rayo Vallecano · España | Total               | Total               | 102   | 3     | 7      | 5                    | 0                    | 1                    | —                         | —                         | —                         | 107   | 3     | 8      |
| C. A. Boca Juniors Argentina | 1.ª                 | 2021                | 13    | 0     | 1      | 4                    | 0                    | 0                    | —                         | —                         | —                         | 17    | 0     | 1      |
| C. A. Boca Juniors Argentina | 1.ª                 | 2022                | 20    | 0     | 0      | 16                   | 1                    | 0                    | 7                         | 0                         | 0                         | 43    | 1     | 0      |
| C. A. Boca Juniors Argentina | 1.ª                 | 2023                | 18    | 0     | 3      | 11                   | 0                    | 0                    | 12                        | 4                         | 1                         | 41    | 4     | 4      |
| C. A. Boca Juniors Argentina | 1.ª                 | 2024                | 18    | 0     | 2      | 18                   | 0                    | 6                    | 8                         | 0                         | 0                         | 44    | 0     | 8      |
| C. A. Boca Juniors Argentina | 1.ª                 | 2025                | 16    | 1     | 1      | 1                    | 0                    | 0                    | 4                         | 0                         | 0                         | 21    | 1     | 1      |
| C. A. Boca Juniors Argentina | Total               | Total               | 85    | 1     | 7      | 50                   | 1                    | 6                    | 31                        | 4                         | 1                         | 166   | 6     | 14     |
| Total en su carrera | Total en su carrera | Total en su carrera | 450   | 20    | 39     | 67                   | 1                    | 9                    | 38                        | 4                         | 1                         | 555   | 25    | 49     |
| (1) Incluye datos de la Copa Argentina - Copa de Brasil - Copa de Portugal - Copa de la Liga de Portugal - Copa de Turquía - Supercopa de Turquía. (2) Incluye datos de la Copa Sudamericana - Copa Libertadores - Liga de Campeones de la Concacaf. |                     |                     |       |       |        |                      |                      |                      |                           |                           |                           |       |       |        |

## Palmarés

### Torneos cortos
| Título          | Equipo           | País | Año  |
| --------------- | ---------------- | ---- | ---- |
| Torneo Clausura | Sporting Cristal | Perú | 2014 |

### Campeonatos nacionales
| Título                        | Equipo           | País      | Año     |
| ----------------------------- | ---------------- | --------- | ------- |
| Primera División              | Sporting Cristal | Perú      | 2012    |
| Primera División              | Sporting Cristal | Perú      | 2014    |
| Copa Argentina                | Boca Juniors     | Argentina | 2019-20 |
| Copa de la Liga               | Boca Juniors     | Argentina | 2022    |
| Primera División de Argentina | Boca Juniors     | Argentina | 2022    |
| Supercopa Argentina           | Boca Juniors     | Argentina | 2022    |

### Distinciones individuales
| Distinción                                                            | Año  |
| --------------------------------------------------------------------- | ---- |
| Incluido en el equipo ideal del Torneo Apertura (Perú)                | 2014 |
| Nominado a mejor jugador de la Primeira Liga 2014-15                  | 2014 |
| Incluido en el XI ideal de la fecha 2 y 19 de la LaLiga Santander     | 2018 |
| Nominado a mejor lateral derecho de América                           | 2021 |
| Incluido en el equipo ideal de la semifinales de la Copa Libertadores | 2023 |
| Incluido en el equipo ideal de la Copa Libertadores 2023              | 2023 |
| Goleador de Boca Juniors en Copa Libertadores 2023                    | 2023 |
| Parte del Equipo Ideal de América                                     | 2023 |
| Mejor Lateral Derecho de América                                      | 2023 |